# Mona Klare
Mona Klare (* 22. März 1966 in Hamburg) ist eine deutsche Schauspielerin und Coach. 

## Leben
Mona Klare machte nach dem Abitur eine Ausbildung zur Außenhandelskauffrau und arbeitete danach als Texterin in einer Werbeagentur. Sie besuchte zeitgleich Kurse in Gesang, Tanz und Schauspiel an der Hamburger Stage School. Außerdem spielte sie an Hamburger Theatern. 1996 bekam sie ihre erste Fernsehrolle in dem Spielfilm „Geliehenes Glück“ an der Seite von Uwe Ochsenknecht. Neben ihrer Tätigkeit im Fernsehen spielte sie weiter an Theatern, wobei sie sich insbesondere auf das Improvisationstheater spezialisierte.
Als sie sich bei „Gute Zeiten, schlechte Zeiten“ bewarb, wurde sie anfangs wegen ihrer großen Ähnlichkeit zu Maren Thurm abgelehnt. Diese Ähnlichkeit brachte ihr jedoch 1999 die Rolle der Barbara Graf (vorher von Thurm dargestellt) ein. Sie verkörperte diese Rolle durchgängig bis 2000, machte dann eine zweijährige Pause und kam schließlich 2002 für zwei Monate zur Serie zurück. Von 2010 bis 2011 spielte Klare die weibliche Hauptrolle der ARD-Serie Rote Rosen als Gesa Matthiessen.
Seit 2004 führt sie eine Agentur für Regisseure und Fotografen, managt Künstler und berät Selbständige.
Seit 2011 ist sie gelistete Beraterin des KfW-Förderprogramms Gründercoaching Deutschland und arbeitet in eigener Praxis als Coach.

## Filmografie
- 1997: Geliehenes Glück
- 1999: Sappho (Kurzfilm)
- 1999–2000, 2002: Gute Zeiten, schlechte Zeiten
- 2000: St. Angela
- 2002: Gute Zeiten, schlechte Zeiten
- 2006: Verschleppt – Kein Weg zurück (Alternativtitel: 6 Wochen Angst)
- 2008: Verbotene Liebe
- 2010–2011: Rote Rosen
- Typisch Sophie!
- Großstadtrevier
- SK-Babies
- Aprilnacht (Kurzfilm)

## Theater
- Jedermann, Berliner Dom
- Geliebte Aphrodite, Kassandra, Ellie, Carolyn, Tribüne Berlin
- Steife Brise Tournee (Impro-Theater nach Keith Johnstone)
- Die Entführung als Gertrud, Hamburger Hofbühne
- Die gelehrten Frauen als Armande, Hamburger Hofbühne
- As You Like It als Celia, Hamburger Hofbühne